# Snilstveitøy
Snilstveitøy är en ö utanför Rosendal i Kvinnherads kommun i Vestland fylke i västra Norge. Ön har en areal på 6,8 km² och den högsta punkten är Veten på en höjd på 409 meter över havet. Som namnet antyder fungerade Veten i äldre tid som ett led i ledungsmobiliersingen.
Endast ett smalt sund skiljer Snilstveitøy från fastlandet. Sydväst om ön ligger ön Skorpo.
På Snilstveitøy ges lokaltidningen Øyaposten ut. Tidningen utges i pappersform två gånger om året och fokuserar på ortens historia.